# Parachristianella trygonis
Parachristianella trygonis is een lintworm (Platyhelminthes; Cestoda). De worm is tweeslachtig. De soort leeft als parasiet in andere dieren.
Het geslacht Parachristianella, waarin de lintworm wordt geplaatst, wordt tot de familie Eutetrarhynchidae gerekend. De wetenschappelijke naam van de soort werd voor het eerst geldig gepubliceerd in 1946 door Dollfus.